# Mięsień dwugłowy ramienia

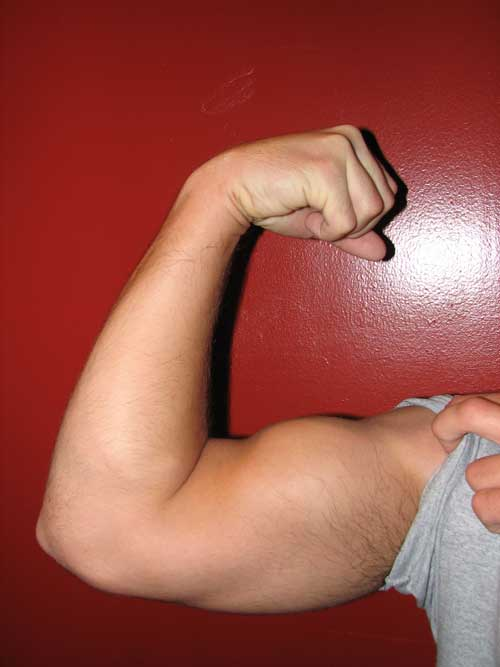
Biceps

Mięsień dwugłowy ramienia, biceps (łac. musculus biceps brachii) – w anatomii człowieka podłużny, wrzecionowaty mięsień rozpięty między łopatką a kością promieniową, należący do grupy mięśni przednich ramienia. Zazwyczaj składa się z dwóch głów – głowy długiej (łac. caput longum) oraz głowy krótkiej (łac. caput breve). Przyczep ścięgnisty głowy długiej znajduje się na obrąbku stawowym i guzku nadpanewkowym łopatki. Głowa krótka rozpoczyna się przyczepem ścięgnistym położonym na wyrostku kruczym łopatki. Ku dołowi obie głowy mięśnia dwugłowego ramienia łączą się we wspólny brzusiec. W części dystalnej, powyżej stawu łokciowego mięsień wytwarza dwa łącznotkankowe ścięgna: powierzchowne, płaskie – rozcięgno mięśnia dwugłowego ramienia (łac. aponeurosis musculi bicipitis brachii) przechodzące w powięź przedramienia oraz właściwe ścięgno (łac. tendo musculi bicipitis brachii) przyczepione do guzowatości kości promieniowej. W części przypadków jednej z głów brakuje lub ich liczba jest zwiększona.
Unaczyniony jest przez gałęzie od tętnicy pachowej i tętnicy ramiennej, a unerwiony przez nerw mięśniowo-skórny (łac. nervus musculocutaneus) (C5–C7).
Mięsień dwugłowy ramienia działa na dwa stawy: staw ramienny i staw łokciowy. W stawie ramiennym mięsień zgina ramię. Głowa długa odwodzi ramię i obraca do wewnątrz, a głowa krótka przywodzi ramię. W stawie łokciowym mięsień dwugłowy ramienia najsilniej zgina i odwraca przedramię. W pozycji supinacji widoczne są najlepiej wyniosłości kuliste przedniej części mięśni, zwane potocznie bicepsami. Podczas skurczu rozcięgno mięśnia dwugłowego napina powięź przedramienia, co zwiększa siłę skurczu mięśnia.